# Koporie

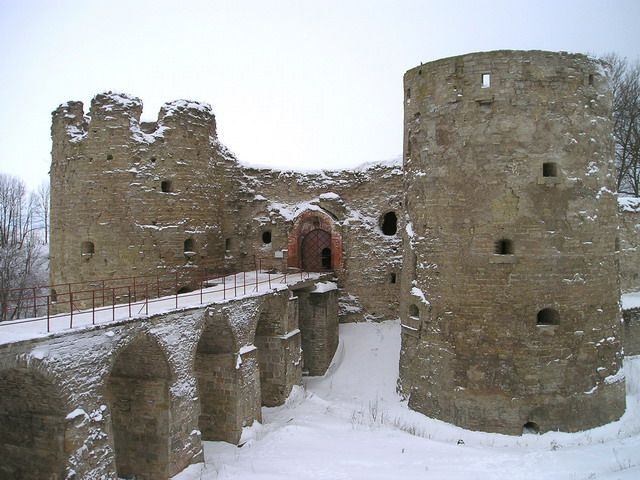
Entrada a la Fortaleza de Koporye.

Koporie (del ruso: Копóрье); en sueco: 'Koporje' es un pueblo (seló) histórico en el Óblast de Leningrado, Rusia, situado a unos 100 km al oeste de San Petersburgo y a 12 km al sur de la bahía de Koporie del mar Báltico. Se encuentra cerca del río Koporka, de quien recibe el nombre. Contiene algunas de las ruinas medievales más impresionantes de Rusia. 
La primera fortaleza de madera en la costa de la bahía de Koporie fue construida por los Caballeros Teutónicos en 1240, siendo destruida al año siguiente por Aleksandr Nevski. La segunda fortaleza fue construida en piedra por el hijo de Aleksandr, Dmitri de Pereslavl en 1280. Airados por la independencia del príncipe, los novgorodenses saquearon la fortaleza dos años después.
Los suecos se aprovecharon de esta situación y ocuparon las orillas del río Narva. Los novgorodenses tuvieron que reparar el fuerte de piedra en 1297. Koporie era la fortaleza más importante de la región y resistió numerosos ataques durante las Guerras Sueco-Novgorodenses.

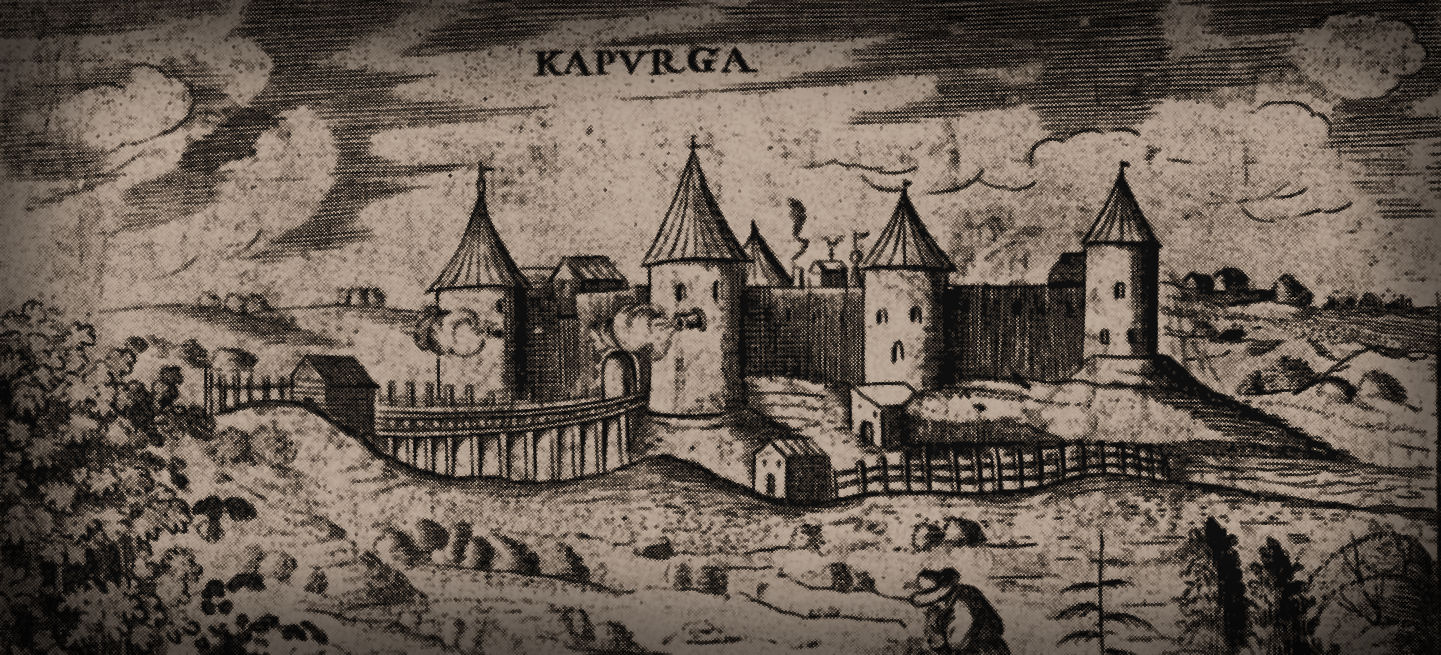
Koporie (Kapurga en latín), alrededor de 1600.

Después de la incorporación de Nóvgorod a Moscovia, la fortaleza fue reforzada y 
reconstruida para resistir el fuego de cañón. La mayoría de las 
estructuras existentes pertenecen a este período. Las fuerzas rusas perdieron Koporie durante la Guerra Livona pero la recuperaron por el Tratado de Tiávzino.
Durante el Período Tumultuoso Koporie fue atacada por 2.500 suecos, una fuerza diez veces mayor a la de los defensores. La guarnición rusa tuvo que rendirse, quedando la fortaleza en manos suecas (que la llamaban Koporje o Caporie/Capurien) hasta 1703, siendo la localidad residencia del län de Caporie, una importante parte de la Ingria Sueca.
Con la pérdida de profundidad y la recesión del Golfo de Finlandia al norte, el lugar comenzó a perder su importancia marítima. En 1703, durante la Gran Guerra del Norte, un significativo ejército ruso, comandado por Borís Sheremétev recuperó Koporie, que estaba defendido por ochenta soldados suecos bajo el mando del capitán Wasili Apolloff. Pueden ser vistos todavía grandes agujeros en las murallas producidos por la artillería rusa.
A pesar de algunas reparaciones llevadas a cabo en el siglo XIX, la fortaleza sobrevive en un estado ruinoso, del mismo modo que lo hace en su interior la Iglesia de la Transfiguración, del siglo XV.
En Koporie nació el pintor Orest Kiprenski, uno de los más importantes retratistas rusos del siglo XIX.